# Funt Guernsey
Funt Guernsey – waluta obowiązująca wraz z funtem szterlingiem w Baliwacie Guernsey. Jest prawnym środkiem płatniczym wyłącznie w Guernsey. 
Funt Guernsey stanowi wyłącznie lokalną odmianę funta szterlinga i nie posiada kodu ISO 4217. Jednak zdarza się, że monety z Guernsey, podobnie jak i z innych terenów podległych, jak Gibraltar, czy wyspa Jersey, trafiają do obiegu w Wielkiej Brytanii. Dzieje się tak dlatego, że ich wielkość, kształt i kolor są identyczne z monetami obowiązującymi w Wielkiej Brytanii, a wygląd jest zbliżony, mimo iż niektóre z nich nie mają nawet podobizny królowej Elżbiety II (np. monety obiegowe z lat 1971 – 1984).